# Justine Fraioli
 (janvier 2021).
Pour les articles homonymes, voir Fraioli.
Justine Fraioli, née le 16 juin 1980 à Toulouse (Haute-Garonne), est une actrice, journaliste et animatrice de télévision française. Elle est connue pour avoir été chroniqueuse dans Touche pas à mon poste ! sur France 4 et D8, ainsi que dans l'émission Est-ce que ça marche ? sur D8. Elle co-anime les bêtisiers de D8/C8 avec Bernard Montiel puis Caroline Ithurbide.

## Biographie
Justine Fraioli est née le 16 juin 1980 à Toulouse (Haute-Garonne)[source insuffisante]. Elle fait ses débuts à la télévision en incarnant le personnage de Boulotte dans la série télévisée Fantômette, dérivée de la série littéraire homonyme de Georges Chaulet.
Elle anime entre 2010 et 2015 la matinale de RFM avec Bruno Roblès puis le Drive (17 h / 20 h) pendant 2 ans.
Elle fait partie des chroniqueurs de Cyril Hanouna lors de la première mouture de Touche pas à mon poste ! sur France 4 dès 2011. Elle ne rejoint pas l'équipe tout de suite lors de leur déménagement sur D8 en 2012, réintégrant finalement l'émission en 2014.
En 2014, elle est présente en tant que chroniqueuse dans Les Pieds dans le plat sur Europe 1 avec Cyril Hanouna.
En 2014, elle anime le RFM Music Show avec Camille Combal, puis avec Christophe Willem en 2015 et avec Caroline Ithurbide en 2017.
En décembre 2017, elle présente, avec Caroline Ithurbide, et en compagnie de Christophe Dechavanne, une émission tournée sur le MSC Splendida et consacrée à la croisière Âge tendre.

## Journaliste
- Dans ma loge sur LCI[4]
- Dans le bureau de sur i>Télé[4]
- Les avants césars sur Canal+[4]
- 50 minutes inside sur TF1[4]
- Plein cadre sur Ciné Cinéma[4]
- Jury de stars sur NT1 (rédactrice en chef)[4]
- La Blonde et moi sur Paris Première (réalisatrice)[4]

Elle a également réalisé des reportages pour MCM.

## Résumé de carrière artistique et dans les médias

### Actrice

#### Cinéma
- 2004 : Albert est méchant d'Hervé Palud : Employée institut
- 2012 : Sur la piste du Marsupilami d'Alain Chabat : le mannequin
- 2013 : Paris à tout prix de Reem Kherici : une couturière

#### Télévision
- 1992 : Fantômette : Boulotte

### Animatrice
- 2006-2008 : Ciné Cinéma Émotion sur Ciné Cinéma (également auteur des textes)[4]
- 2006-2007 : Festival de Monte-Carlo sur TMC[4]
- 2006-2007 : Émotionnelles sur Ciné Cinéma (également auteur des textes)[4]
- 2006-2007 : La Nuit des Césars sur E! (avec Laurent Weil)[4]
- 2007-2008 : Défi déco sur Du côté de chez vous TV[4]
- 2007-2008 : Voix off sur Ciné Cinéma[4]
- 2008-2009 : Combien ça coûte ?, l'hebdo sur TF1 (avec Jean-Pierre Pernaut)[4]
- 2008-2010 : Ma journée idéale sur MCM et Filles TV
- 2009 : Les Enfants de Temps X sur Sci-Fi
- 2010 : World Series of Poker sur RTL9 (avec Bruno Fitoussi)
- 2011 : Connaissez-vous bien la France ?  sur France 3[5]
- 2011-2012 : Magazine de la Cuisine sur Cuisine.TV[6]
- 2012 : Comme des oufs ! sur Gulli (avec Bruno Roblès)
- 2012 : Le Magazine de la Fin du Monde sur Syfy
- 2013 : Qui chante le plus juste ? sur France 4 (avec Stéphane Basset)
- 2013 : Panique pas Papa sur France 4
- 2013-2018 : Le Grand Bêtisier de D8..., sur  D8 puis C8, avec Bernard Montiel puis Caroline Ithurbide
- 2014 : Drôle de vidéos, sur D8, avec  Bernard Montiel.
- 2011-2012 puis 2014 : Touche pas à mon poste ! sur France 4 puis D8
- 2014 : RFM Music Show,  sur D8, avec  Camille Combal.
- 2014 : Enfoiré de Père Noël sur D8
- 2015 : Globes de Cristal 2015 avec Bernard Montiel sur D17
- 2015 : RFM Music Show,  sur D8 et D17, avec  Christophe Willem.
- 2015 : Touche pas à mon poste ! Même l'été ! sur D8
- 2015-2016 : Listomania sur RFM TV.
- 2017 : RFM Music Show avec Caroline Ithurbide sur C8
- 2017 : Âge tendre, la croisière des idoles, le 25 décembre sur C8, avec Caroline Ithurbide
- 2018 : Un amoureux pour maman, sur C8

### Chroniqueuse
- 2001 : C'est leur destin sur M6 (rubrique Les nuits de Justine)[4]
- 2005 : C'est pas trop tôt sur M6
- 2007-2008 : La télé pète les plombs sur NT1
- 2011-2012 puis 2013-2016 : Touche pas a mon poste sur France 4 puis D8
- 2013-2014 : Est-ce que ça marche ?  sur D8.
- 2016 : Faut pas abuser (C8)
- 2018 : TPMP refait la semaine sur C8.

#### À la radio
- 2010-2015: Le Meilleur des Réveils RFM sur RFM (avec Bruno Roblès)
- 2014 :  Les Pieds dans le plat sur Europe 1
- 2015-2017 : Le 17/20 sur RFM (avec Vincent Richard en 2015-2016)
- 2017 : Le meilleur de la nuit Doré sur RFM
- 2020 : L'afterwork sur Radio Monaco

#### Autres
- Depuis 2017 : La Playlist de ma Vie sur Deezer

### Autre
Elle gère et rédige un blog intitulé Dancing shoes (mode et musique).

## Vie personnelle
Justine Fraioli est mère d'un enfant.